# Лаборатория Google
Лаборатория Google — инкубатор идей для новых сервисов.
Лаборатория Google — площадка, на которой пользователи могут тестировать прототипы некоторых проектов Google, отправлять комментарии их авторам. Гарантии того, что тестируемый продукт доживет до своего дебюта на сайте Google, нет.
Был закрыт 15 октября 2011 года, но в 2023 году на ежегодной конференции Google I/O было объявлено о перезапуске сервиса с новыми функциями.
Изначально сервис располагался на поддомене Google https://web.archive.org/web/20130707131714/http://labs.google.com/ (в настоящее время недоступен), однако позже проект перенесли на отдельный домен googlelabs.com (недоступен).

## Готовые проекты
На 15 февраля 2024:
- Оповещения Google
- Группы Google
- Google SMS
- Google Desktop
- Академия Google
- Google Suggest
- Google Видео
- Карты Google
- iGoogle
- Google Reader
- Транспорт Google
- Тренды Google
- Документы и Таблицы Google
- Google Maps in Japanese
- Similar Images
- Building Maker
- Google Social Search
- Fusion Tables
- MusicFX
- NotebookLM
- Duet AI
- TextFX
- Help me script
- Poem pastcards
- Magic compose
- Project IDX
- Magic editor

## Избранное
На 30 июня 2011:
- Google Body — 3D-модель человеческое тела с возможностью детального просмотра по слоям, изменения масштаба и др. Использует WebGL (новый стандарт для 3D в Web)[3]. Запущен под именем Zygote Body[4]
- Google Books Ngram Viewer — частота употребления слов или фраз в книгах (разные языки, по годам)
- Google Scribe — текстовый редактор с возможностью автодополнения слов на основе статистической информации Google (проект закрыт)
- Google SketchUp — создание 3D-моделей